# Jagrehnia princisi
Jagrehnia princisi är en kackerlacksart som beskrevs av Kumar 1975. Jagrehnia princisi ingår i släktet Jagrehnia och familjen jättekackerlackor.
Artens utbredningsområde är Kenya. Inga underarter finns listade i Catalogue of Life.